# Pedro de Egaña
Pedro de Egaña y Díaz del Carpio (Vitoria, 21 de febrero de 1803-Cestona, 4 de septiembre de 1885) fue un político y empresario español, ministro de Gracia y Justicia y de la Gobernación durante el reinado de Isabel II.

## Biografía

### Origen familiar
De una ilustre familia vascongada, descendiente de Aizarna (Cestona), en donde se halla la casa solar de que esa estirpe procede, era hijo de Casimiro de Egaña y Cortázar, nacido en Tolosa, doctor en Derecho y catedrático de Filosofía de la Universidad de Oñate, y de su prima Higinia Díaz del Carpio y Cortázar, nacida en Vitoria. Su abuelo Domingo Ignacio Egaña, natural de Zestoa, secretario perpetuo de Guipúzcoa y autor de la famosa obra El Guipuzcoano instruido. Sobrino de Bernabé Antonio Egaña.

### Estudios
Finalizados sus estudios de primeras letras, ingresó en la carrera de Leyes, matriculándose el 18 de noviembre de 1817 en la Universidad de Oñate, siguiendo la tradición familiar. En el curso 1819-1820 ingresó en cuarto de Leyes y el 29 de junio de 1820 se graduó de bachiller en Leyes. Inmediatamente se trasladó a Madrid, donde practicó la abogacía con su tío fiscal

### Matrimonios
Se casó por primera vez en Vitoria el 19 de julio de 1835 con Juana Mendizábal Joaristi. Ella murió en Vitoria el 2 de enero de 1837, sin dejar sucesión. Casó por segunda vez el 16 de marzo de 1847, a los 44 años, con Pascuala Orive López de Torre, de 22 años y natural de Briviesca, Burgos. Los padrinos fueron Fernando Muñoz, duque de Riánsares, grande de España de primera clase y senador del reino, representado por Iñigo Ortés de Velasco, marqués viudo de la Alameda y Josefa Ortés de Velasco y Urbina, condesa viuda de Villafuertes.

### De Granada a Burgos y participación en la primera Carlistada
En plena guerra carlista, en 1834, obtuvo por oposición el cargo de auditor de guerra de la capitanía general del distrito de Granada. En 1836 le fue concedida la asesoría del juzgado de la hacienda militar. Según su expediente militar, que obra en el archivo de Segovia, se le reconocieron ciertos derechos por su participación en la guerra contra los carlistas, en calidad de voluntario nacional del batallón de la ciudad de Vitoria, desde el 31 de enero de 1834 hasta el fin de julio de 1840. En el mencionado expediente se relata que el 16 de marzo participó en la defensa de la plaza de Vitoria rechazando a los carlistas y que desde 1835 a 1840 había prestado “toda clase de servicio de armas que le correspondió en la mencionada plaza, en unión con las fuerzas del Ejército como punto avanzado a las líneas enemigas”. El 17 de febrero de 1838 le nombraron magistrado de la Audiencia de Madrid, pero en carta remitida el 14 de marzo desde Málaga, renuncia al cargo porque desde hacía tres años ejercía el destino de auditor de guerra en Granada y además había sido elegido diputado a Cortes por Granada. El 31 de diciembre de 1839 se le nombró fiscal de Burgos y el 13 de enero de 1840, magistrado de la misma audiencia.

### El fuerismo de Pedro de Egaña
Fue defensor del régimen foral, de lo cual ya dio evidentes muestras en el debate parlamentario de 1839, vinculando paz a estabilidad del sistema foral. Egaña accedió al Congreso de los Diputados el 28 de enero de 1839 en representación de Granada. Con posterioridad representó a Álava y Guipúzcoa como parlamentario entre 1839 y 1863. Impulsó, en representación de Álava, la comisión que redactó en 1839 la Representación de los vascongados y navarros residentes en Madrid pidiendo la conservación de los fueros de sus provincias (Madrid, Imprenta de la Compañía Tipográfica, 1839). Formó junto a los comisionados Fausto Otazu y Blas López un sólido equipo de trabajo para reivindicar la dimensión política y jurídica que contenía el régimen foral, además de la económico-administrativa. Mientras en 1840 se limitaron a manifestar que el régimen foral fuera respetado en su integridad, en 1841, ante la propuesta del ministro de Gobernación Manuel Cortina, que ofrecía un arreglo similar al de Navarra, es decir, un régimen foral limitado a las esferas económico-administrativas, reivindicaron el sistema foral en su integridad y orquestaron la estrategia de dar largas al arreglo foral. Según declaró en su discurso de gestión a las Juntas Generales de Álava, tres fueron sus referencias ideológico-políticas: “El sentimiento religioso, el sentimiento monárquico y el sentimiento foral”. Fue defensor político e ideológico del “derecho novísimo foral” según categoría política coetánea, es decir, el nuevo régimen foral-constitucional y forjador de la política de gestión del liberalismo fuerista. Desde 1844 defendía la necesidad de borrar la división entre carlistas y liberales, para cohesionar social y políticamente a ambos grupos en torno al fuerismo y la defensa de la monarquía de Isabel II. En el debate parlamentario de 1839, vinculó la paz a la vigencia y estabilidad del sistema foral.

### Contra la regencia de Espartero
Por real orden del 25 de febrero de 1841, la regencia le atribuye la difusión en el extranjero de un escrito según el cual “se acusaba al Gobierno de tirano e hipócrita y se le suponía dispuesto a emplear la fuerza bruta para subyugar a las Provincias Vascongadas”. Egaña respondió que había desmentido en los periódicos dicha imputación y que el escrito lo consideraba inexacto. El 28 de septiembre de 1841 el ministro de Gobernación Facundo Infante no le reconoció su condición de comisionado de Álava para la negociación del arreglo de los fueros y el gobierno solicitó a la Diputación de Álava su relevo.
Su oposición a Espartero y la adhesión a la regencia de María Cristina le llevó a implicarse en la “octubrada” o rebelión militar para derrocar a Espartero. A comienzos de octubre de 1841 organizó en Vitoria, junto a Montes de Oca, Ciorraga, Ortés de Velasco y otros liberales moderados, fueristas, la conspiración contra el regente Espartero. El fracaso del pronunciamiento provocó su huida de la ciudad, junto al militar Montes de Oca e Íñigo Ortés de Velasco. Pero los miñones armados que les acompañaban en la huida decidieron traicionarles para detener a Montes de Oca, proceder a su entrega y cobrar el rescate ofrecido por el gobierno, abandonándoles a su suerte a Pedro de Egaña e Íñigo Ortés de Velasco. Ello le obligó a exiliarse a Francia junto con Ortés de Velasco y se convirtió en una de las personas de confianza de la reina María Cristina. Cuando en 1843 Espartero fue desalojado del poder y volvieron los moderados, Pedro de Egaña reivindicó el restablecimiento de las Diputaciones forales y el retorno a la situación institucional anterior al 29 de octubre de 1841. En ese mismo año (1843), Egaña fundó una fábrica de resinas en Hontoria del Pinar.

### La restitución foral de 1844
Cuando en julio de 1843 los moderados expulsaron del poder a Espartero, con el apoyo de los “fueristas íntegros” en el País Vasco, renació el protagonismo político de Pedro de Egaña. Fue nombrado comisionado de las tres provincias vascongadas para negociar con el nuevo gobierno al que expuso la ilegalidad del decreto de Espartero del 29 de octubre de 1841 y en consecuencia solicitaba su derogación y la restauración íntegra del sistema foral, para la ejecución de la ley del 25 de octubre de 1839. Sin embargo, el nuevo gobierno moderado, en particular el ministro Pidal, no deseaba fraccionar el poder político y en el tema foral defendía lo dictado por Espartero, por su “amor ciego a la centralización”. El 13 de abril de 1844 le ofrecieron la plaza vacante de fiscal en la Audiencia de Barcelona, pero la rechazó hasta que no se alterara el régimen foral impuesto para las provincias vascas por Espartero. Finalmente, merced a su tenacidad y a su ascendiente sobre la reina María Cristina y la influencia sobre el general Narváez, logró que se restablecieran las Juntas Generales y las Diputaciones forales, mediante el real decreto de 4 de julio de 1844, para que restablecidas las Juntas Generales y sus Diputaciones forales pudieran debatir prácticamente todo tipo de materias, al abrigo de la necesidad de ejecutar convenientemente mediante acuerdo la modificación legal de los fueros en el marco de la unidad constitucional. Las Juntas Generales y las Diputaciones forales se constituyeron en las instituciones políticas administrativas de Álava, Vizcaya y Guipúzcoa. En su opinión, el nuevo fuerismo y la defensa de la monarquía de Isabel II debían convertirse en el referente político de los vascos. Implícitamente Egaña se resignó a admitir algunas modificaciones, introducidas por gobiernos anteriores en el sistema foral, tales como el traslado de las aduanas a la costa, la justicia, la abolición del pase foral y la atribución de la seguridad pública a los jefes políticos. En 1846 era intendente general de la Real Casa y Patrimonio y fue gentilhombre de cámara con ejercicio de Isabel II. La reina le visitó dos veces en su casa de Naranjadi de Cestona, en septiembre de 1883 y de 1884. Fue condecorado con las grandes cruces de las órdenes de Carlos III e Isabel la Católica.

### El proyecto de modificación foral de 1850
Entre 1844 y 1850 los comisionados en Corte y el gobierno central no fueron capaces de “arreglar” una ley de modificación foral. En 1850 Pedro de Egaña estimó que era una coyuntura política propicia para resolver la realización del artículo 2 de la ley del 25 de octubre de 1839, es decir la correspondiente modificación y adaptación constitucional de los fueros. Redactó junto a Blas López, consultor de la Diputación de Álava, un proyecto de acomodación de los fueros a la realidad política y jurídica-constitucional vigente en el Estado español. Se proponían fijar sobre bases jurídicas firmes el estatuto político foral de las tres provincias vascongadas. La memoria fue presentada en 1851 a la comisión magna de arreglo de fueros nombrada por Bravo Murillo. Pero si bien el consenso con los representantes de Guipúzcoa no revistió dificultad alguna, cuando acudieron a la Junta General de Guernica, con el fin de que también se sumaran al proyecto, fueron rechazados con gritos e insultos de algunos apoderados de la Junta General vizcaína. Un sector de los apoderados vizcaínos se refugiaba en la política de dar largas al asunto y exigían que antes de proceder al arreglo foral, el régimen foral debía ser restaurado en su integridad. Los comisionados en Corte –Pedro de Egaña por Álava y Ascensio Ignacio Altuna por Guipúzcoa– y demás comisionados no lograron convencer a los representantes de Vizcaya. Sin embargo, Álava y Guipúzcoa tampoco negociaron de forma separada con el gobierno. Este proyecto fue la iniciativa articulada de modificación foral más importante impulsada por los representantes vascos durante el periodo isabelino. En 1879 escribió Egaña que en dicha fecha, 1850, predicaba la obediencia al poder central porque “respetaba nuestro derecho autonómico”, cosa que no sucedía en la Restauración.

### Ministro de la gobernación en 1853
El 14 de abril de 1853 fue nombrado ministro de la Gobernación siendo presidente del Gobierno desde el 4 de abril Francisco de Lersundi. El 12 de septiembre de 1853 publicó la real orden según la cual la fiscalización de los presupuestos municipales la asumirían, en adelante, las Diputaciones forales; en consecuencia, fortaleció el poder y la hegemonía de las Diputaciones forales frente a los municipios. Cesó el 19 de septiembre de 1853.

### Diputado general de Álava
Pedro de Egaña fue diputado general electo de Álava entre 1864 y 1868. En su toma de posesión al cargo explicó en los siguientes términos su programa electoral: “religión, monarquía y fueros son los tres polos sobre los que gira la vida secular de este país”. Reformó el arreglo económico para la dotación del culto y del clero del obispado, revitalizó la viticultura promoviendo nuevas técnicas innovadoras en la producción de vino y comercializó en la Corte el vino denominado Medoc Alavés, que se convirtió en sinónimo de calidad y contribuyó al auge del vino de La Rioja. Impulsó una política de fomento de la memoria histórica de Álava. Después del Trienio optó a la reelección, pero esta no se contemplaba en el ordenamiento del fuero de Álava. Pedro de Egaña ejerció de forma consecutiva el cargo de diputado general, sin respetar el hueco temporal establecido, por lo cual fue denunciado. La oposición encabezada por el exdiputado general Ramón Ortiz de Zárate logró que fuera destituido por real Orden de 1 de mayo de 1868.

### Ante la Ley abolitoria de los fueros de 1876
En abril de 1876 fue nombrado comisionado de Guipúzcoa para negociar junto al diputado general Juan Bautista Acillona el arreglo de los fueros. Denunció con acritud y manifiesta oposición pública la política antiforal de Cánovas del Castillo y criticó la ley de 21 de julio de 1876, ya que en su opinión derogaba el principio político del régimen foral. El 9 de abril de 1877 manifestó su postura a la Diputación foral de Álava en los siguientes términos: 

“que la cuestión de los principios ha sido resuelta por el poder central en contra de nuestro derecho (…). Solo nos queda por lo tanto a los Diputados y Senadores vascos el recurso legal de levantar una voz de protesta contra el abuso más insigne de fuerza que registra la historia de esas santas montañas. (…) La bandera euskara no saldrá de mis manos manchada con una defección ni abatida por un acto de flaqueza”.

Cuando Cánovas disolvió las Diputaciones forales y nombró las nuevas Diputaciones provinciales formadas por los liberales fueristas transigentes, publicó en prensa una serie de artículos para denunciar a los nuevos diputados provinciales que aparecían bajo el epíteto de transigentes. Estos artículos fueron recopilados en el folleto titulado El Señor Egaña y los Diputados provinciales del Real Nombramiento de Guipúzcoa, Vizcaya y Álava.

### Pedro de Egaña periodista
Formó parte de la redacción del Correo Nacional y de La España, que tan denodadas campañas sostuvo en defensa de los derechos seculares del País Vasco-Navarro. Ante la aparición de una nueva instancia para los gobernantes, como era la opinión pública, y consciente de la importancia de los medios de comunicación en la nueva sociedad moderna, fundó el 18 de abril de 1848 el periódico La España, que duró hasta el 29 de septiembre de 1868. Lo dirigió personalmente en su primera etapa durante el decenio de 1850. Después recayó la dirección en el escritor Francisco Navarro Villoslada.

### Fallecimiento
Murió en su retiro de “Naranjadi” en Cestona. El Ayuntamiento de San Sebastián en sesión de 16 de noviembre de 1891 acordó poner su nombre a una de las calles. En Vitoria, una calle lleva su nombre.